# Amparo Aguatinta
Amparo Aguatinta är en ort i Mexiko.   Den ligger i kommunen Las Margaritas och delstaten Chiapas, i den sydöstra delen av landet, 900 km öster om huvudstaden Mexico City. Amparo Aguatinta ligger 729 meter över havet och antalet invånare är 763.
Terrängen runt Amparo Aguatinta är kuperad. Runt Amparo Aguatinta är det ganska tätbefolkat, med 60 invånare per kvadratkilometer. Närmaste större samhälle är Santo Domingo de las Palmas, 18,0 km öster om Amparo Aguatinta. I omgivningarna runt Amparo Aguatinta växer i huvudsak städsegrön lövskog.